# Saint-Pierre-Église
Saint-Pierre-Église is een gemeente in het Franse departement Manche (regio Normandië). De plaats maakt deel uit van het arrondissement Cherbourg-Octeville. Saint-Pierre-Église telde op 1 januari 2022 1.797 inwoners.

## Geografie
De oppervlakte van Saint-Pierre-Église bedroeg op 1 januari 2022 8,06 vierkante kilometer; de bevolkingsdichtheid was toen 223 inwoners per km².

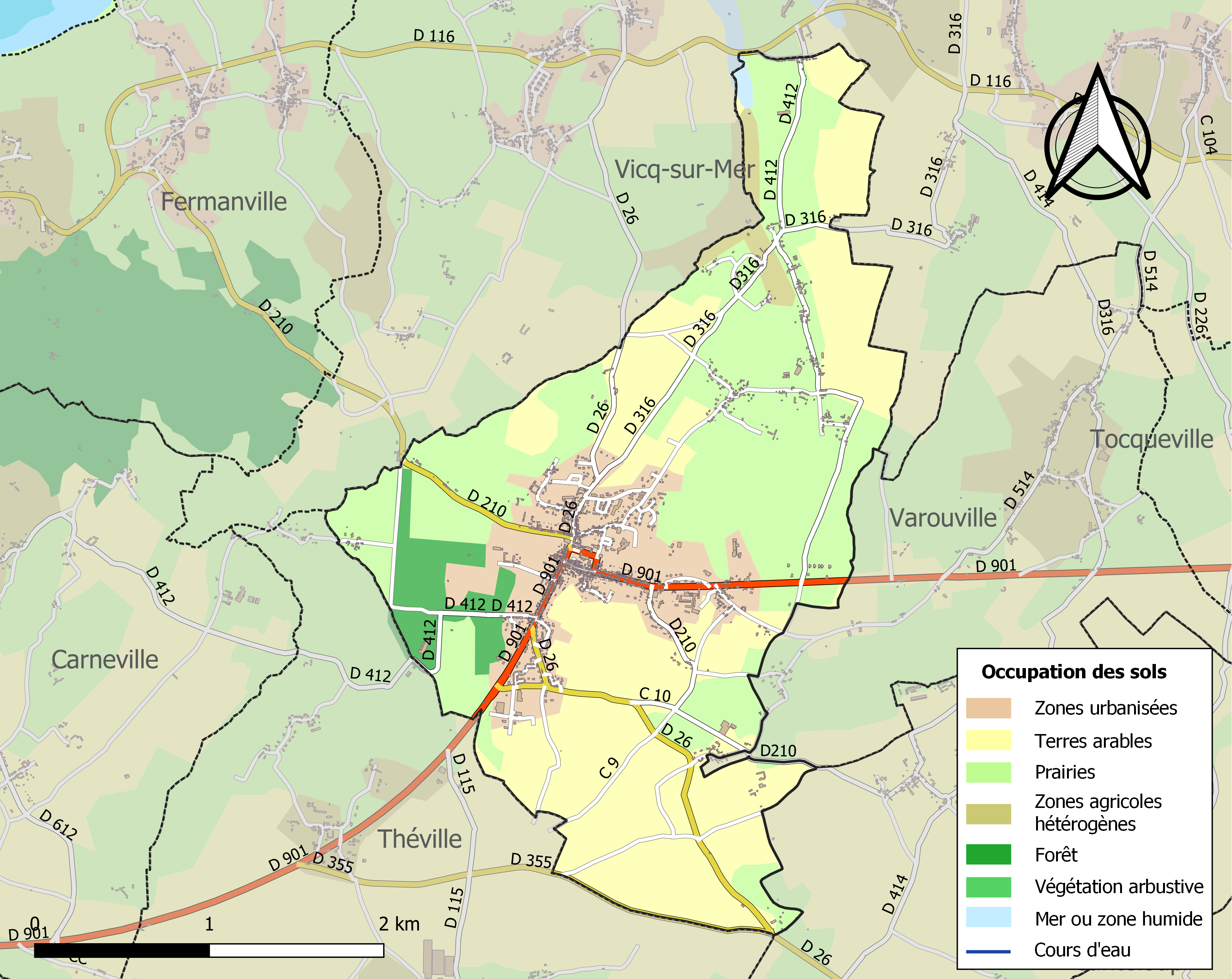
Kaart van de gemeente met de belangrijkste infrastructuur, bodemgebruik en omliggende gemeenten

## Demografie
Onderstaande figuur toont het verloop van het inwonertal (bron: INSEE-tellingen).